# Мокека
Моке́ка (МФА: [moˈkɛkɐ] або МФА: [muˈkɛkɐ], залежно від діалекту, також пишеться muqueca) — бразильське рагу з морепродуктів. Його повільно готують у теракотовій касолі. Мокеку можна приготувати з креветками або рибою як основою з помідорами, цибулею, часником, лаймом та коріандром. Назва мокека походить від терміна mu'keka в мові мбунду. Повний набір страви — рибне рагу, печеня з банана да тера (той самий процес тушкування риби, але з бананом да тера), пірао та білий рис. Кожен у своїй глиняному горщику.

## Мокека капіксаба
Традиційною мокекою визнана мокека капіксаба і походить зі штату Еспіриту-Санту. Це поєднання бразильської та португальської кухні. Вважається більш м'якою і легкою версією мокеки. Замість пальмової олії використовуються легкі олії, такі як оливкова олія первинного віджиму (як у бахійській версії). Додають пігмент урукуми, і його завжди готують у традиційному глиняному горщику. Мокеку капіксабу можна приготувати з рибою, креветками, крабами, морським крабом або омарами. Повний набір страви включає печеню з банана да тера (банан) як гарнір, а також пірао та білий рис — кожен у своєму глиняному горщику. Зазвичай страва заправляється цибулею, помідорами, коріандром та цибулею. Зазвичай він супроводжується пірао, який є пастою, приготовленою з борошна, коренів маніоки («farinha de mandioca») та підливою з рагу.

### Горщик капіксаба
Горщики капіксаба, спеціальні панелі де баро, виготовляються з чорної глини та глазуровані соком мангрових дерев. Після формування та випалювання сік повторно наноситься. Це чорнить глину і робить її водостійкою. Перед використанням горщик потрібно пару разів обробити олією.
Ці горщики дуже важливі для Віторії, і в місті проживає низова організація виробників горщиків, відома як Associacao Das Paneleiras De Goiabeiras.

## Мокека баяна
Мокека баяна була розвинута у штаті Баїя, Бразилія. На нього дедалі вплинули африканські та португальські кухні, додавши пальмову олію денде та кокосове молоко відповідно. Традиційні інгредієнти залишаються незмінними зі стравою, яку зазвичай прикрашають подрібненим коріандром, а потім подають з рисом та фарофою.

## У популярній культурі
- Мокека була показана в серіалі Netflix, Вулична їжа 2 сезон, який зосереджувався на Латиноамериканській вуличній їжі.[4]